# Keith Andrews (futebolista)
Keith Andrews é um ex-futebolista irlandês que atuava como volante.

## Carreira
Pela Seleção Irlandesa, Keith jogou 35 partidas, marcando três gols. e Disputou a Euro 2012.